# Pintabian
Vous lisez un « bon article » labellisé en 2013.
Le Pintabian est une race de chevaux créée aux États-Unis dans les années 1980, par rétrocroisements avec le cheval Pur-sang arabe. Issu à 99 % de ce dernier, son registre de race est ouvert en 1992. Le début de sa commercialisation ne remonte pas au-delà de 1995. Le Pintabian est essentiellement caractérisé par sa robe pie tobiano, une couleur interdite par le standard du Pur-sang arabe. Il est comparable à ce dernier, tant morphologiquement qu'au niveau du caractère, présentant une tête fine au chanfrein concave, et un tempérament vif.
Ce cheval de famille connaît un succès croissant depuis le début du XXIe siècle. Il est surtout destiné aux loisirs ou aux exhibitions dans son pays d'origine. Il peut aussi concourir en course d'endurance et pratiquer la randonnée équestre. Le stud-book compte en 2012 un millier de représentants dans le monde, principalement aux États-Unis. Son élevage se développe en Europe.

## Histoire
Le Pintabian est une race récente originaire des États-Unis. Sa création répond à la concrétisation d'un désir des amoureux de la race Pur-sang arabe et de la couleur de robe pie. Dans les années 1980, un groupe d'éleveurs du Minnesota crée un cheval arabe pourvu de taches, la robe pie n'étant pas acceptée par le standard du Pur-sang arabe. À cette fin, ils rétrocroisent des Pur-sang arabes avec des chevaux pinto à la robe pie tobiano. Cette expérience prend plusieurs années puisque l'objectif est d'aboutir à un cheval possédant plus de 99 % de sang arabe,. Elle est considérée comme particulièrement intéressante dans le domaine de l'élevage, en raison du travail de sélection demandé. Il faut un minimum de sept générations pour obtenir un Pintabian qui possède le pourcentage requis,, en partant de la première génération à 50 %. La race est désormais considérée comme pure de plein droit.
Le registre de race est créé en 1992, où il prend le nom de Pintabian. La commercialisation des premiers chevaux et l'enregistrement du nom comme marque déposée remontent à 1995. Le Pintabian connaît depuis un succès croissant. Il n'est toutefois pas reconnu comme une race par tous les spécialistes, notamment l'ouvrage universitaire de référence International Encyclopedia of horse breeds.

## Description

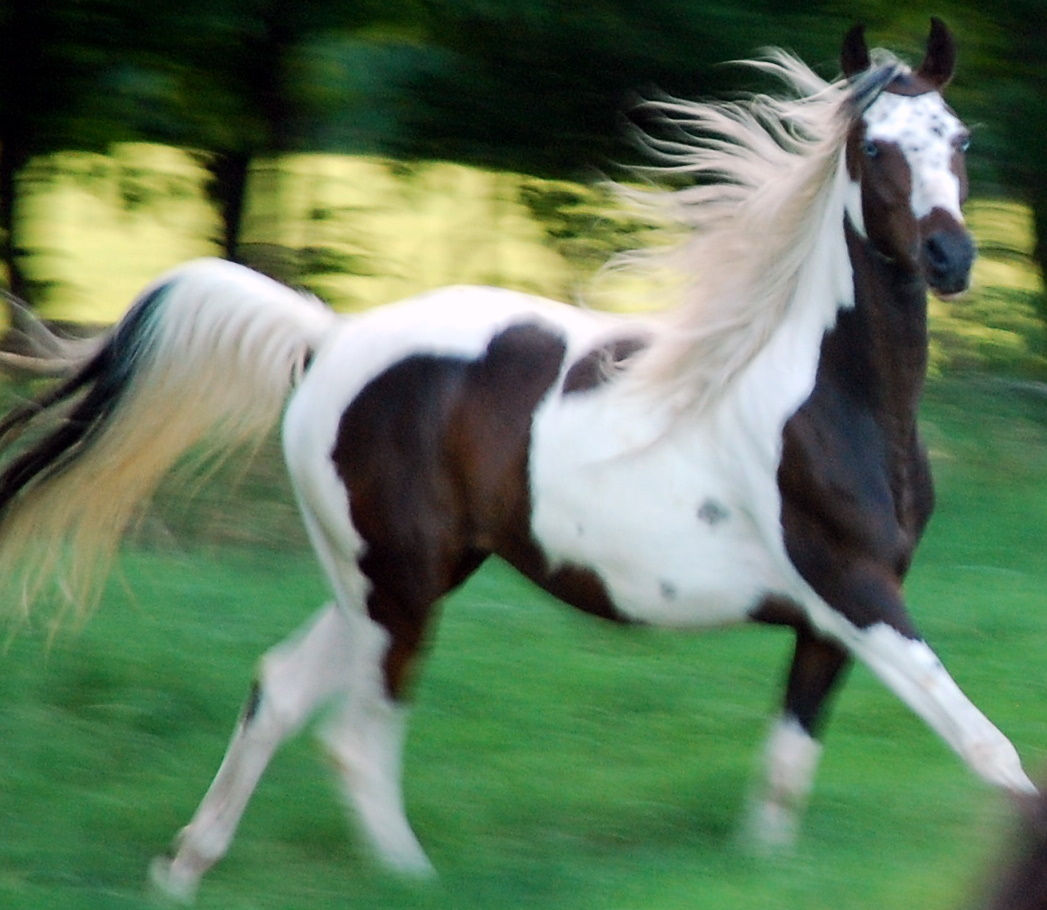
Jument Pintabian en liberté dans son pré.

Un Pintabian est essentiellement défini par sa couleur de robe et son pourcentage de sang arabe. La taille moyenne va de 1,47  à   1,57 m, pour un poids de 410  à   500 kg, mais il arrive que des individus soient un peu plus grands ou plus petits, le registre de race n'ayant pas d'exigences de taille,.

### Morphologie
La morphologie du Pintabian est tout à fait comparable à celle du Pur-sang arabe, dans l'idéal, elle doit s'en rapprocher au maximum. Sa tête est courte, avec un front large et de grands yeux. Le chanfrein est concave, le museau petit. Les naseaux sont larges, les oreilles plutôt courtes. L'encolure est arquée, l'épaule longue et inclinée. Le dos et le rein sont courts et forts,. La croupe est horizontale. Les membres sont fins, dotés d'os plats et de pieds aux sabots durs et puissants. Le port de queue est haut. La peau est fine et sensible.

### Robe
Pour être enregistrés comme purs Pintabians, les chevaux doivent impérativement posséder une robe pie tobiano. Elle se décline avec les autres couleurs suivantes : le noir, le bai, l'isabelle, l'alezan, le gris, le palomino et le souris. Le pie-noir est plus rare que les autres.
La robe tobiano du Pintabian se caractérise aussi par la répartition asymétrique des taches blanches sur le corps de l'animal. Le motif, bien net, passe au-dessus du dos. Les membres sont blancs et la tête est généralement colorée, mais des marques d'en-tête sont souvent présentes. Chaque cheval possède une robe unique et spécifique qui le différencie de ses congénères. La plupart des éleveurs estiment que le tobiano idéal est composé à 50 % de couleur et 50 % de blanc,. Certains chevaux peuvent présenter une robe pie sabino ou overo sur toute couleur de base, y compris les différentes manifestations du gène Dun, du gris et du crème.

### Tempérament et allures
C'est un cheval athlétique et maniable, intelligent, calme et respectueux. Il sait également se montrer vif, volontaire et énergique. Comme le cheval arabe, il est très gracieux en mouvement.

### Sélection
Le Pintabian est géré par le Pintabian Horse Registry, Inc. Il s'agit du seul registre officiel consacré à la race dans le monde entier. Pour y être enregistré, tout cheval doit posséder au moins un parent Pintabian enregistré, de robe tobiano. L'autre parent peut être un cheval non-pie, mais il doit posséder plus de 99 % de sang arabe et faire l'objet d'un enregistrement en Breeding Stock Division (réserve d'élevage) ou en purebred Arabian heritage, un registre géré par l'Arabian Outcross Division. Le poulain qui naît est forcément à plus de 99 % de sang arabe. S'il présente la robe pie tobiano, il est inscrit au registre de la race Pintabian. Ce registre refuse tous les chevaux qui présentent moins de 99 % de sang arabe.

#### Divisionfoundation
Le registre possède une division Foundation Pintabian Horse, pour tout cheval Pintabian de grande influence enregistré dans un stud-book spécial, le Foundation Pintabian Horse Stud Book. Il compte plus de 200 chevaux enregistrés entre 1992 et 2001. Les éleveurs des chevaux du Foundation Pintabian Horse Stud Book sont enregistrés eux-mêmes comme Foundation Pintabian Breeders, soit « éleveurs de Pintabian fondateurs ».

#### Part-Pintabians
Le Pintabian Horse Registry, Inc. enregistre aussi des Part-Pintabian, chevaux issus d'au moins un parent pur Pintabian enregistré possédant une robe pie tobiano. L'autre parent peut être un cheval ou poney de toute race et de tout type. Ce registre compte également les chevaux non-tobiano issus du même type de croisement, et les enregistre comme pleasure variety equines.
Un cheval pie possédant au moins 50% de sang arabe est éligible au registre du demi-sang arabe géré par l'Arabian Horse Association. Ces Pintabian peuvent faire l'objet d'un double enregistrement, à la fois comme Pintabian et comme demi-sang arabes si l'un de leurs parents est un Pur-sang arabe enregistré à l'Arabian Horse Association ou au Canadian Arabian Horse Registry. Enfin, l'enregistrement est possible auprès de la Pinto Horse Association, qui regroupe les chevaux pie.
En dépit de leur très haut pourcentage de sang arabe, les Pintabian ne sont pas enregistrables en tant que Pur-sang arabes. Cette situation est comparable à celle d'autres races très marquées de sang arabe, comme le Shagya.

## Utilisations

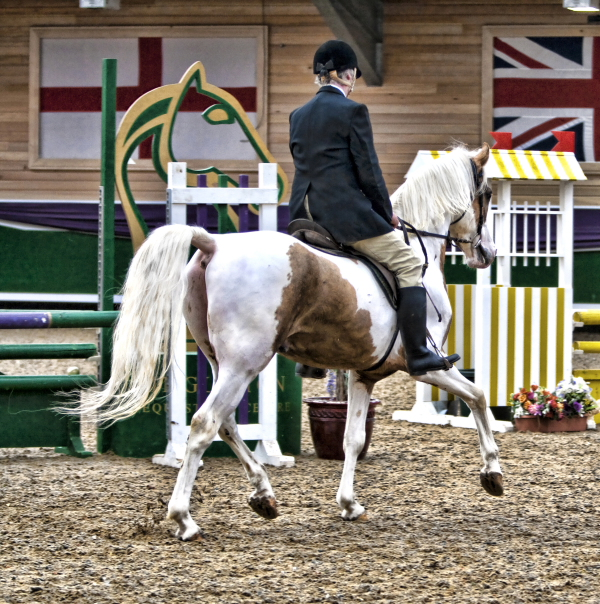
Pintabian monté lors d'une compétition de saut d'obstacles au Royaume-Uni.

Bien qu'il s'agisse d'une race sélectionnée génétiquement pour sa couleur et son modèle, le Pintabian possède les mêmes aptitudes sportives qu'un Pur-sang arabe. Aux États-Unis, il est utilisé pour le loisir, le show, l'endurance, les courses et l'attelage. C'est aussi un cheval de famille. En France, il s'oriente plutôt vers le cheval d'extérieur, avec une prédisposition pour l'endurance mais aussi pour le TREC.

## Diffusion de l'élevage
Par son histoire, le Pintabian est fortement représenté aux États-Unis, en particulier dans le Minnesota où ont démarré l'élevage et la sélection de la race.
Fin 2012, d'après un article de Cheval Magazine, un millier de chevaux Pintabian sont répertoriés dans le monde. La race est présente en Allemagne, en Belgique, en Autriche, en Australie, au Canada (sur Alberta) et au Royaume-Uni où une association européenne du Pintabian a été créée. En France, elle n'est pas reconnue par les haras nationaux mais une association regroupant une dizaine de membres s'est constituée en 2011, afin de promouvoir le Pintabian dans ce pays,. D'après Stéphanie Chaouat, présidente de cette association, les chevaux Pintabian de France sont enregistrés comme Demi-sang arabe. 

#### Articles de presse
- [Prowse 1997] (en) Brad Prowse, « Horses of a Different Color », American Cow Boy,‎ mai-juin 1997, p. 60-62
- [Mayrand 2012] Lise Mayrand, « Le pintabian, une affaire de couleur », Cheval Magazine, no 493,‎ décembre 2012, p. 40-43

#### Ouvrages généralistes
- [Lynghaug 2009] (en) Fran Lynghaug, The Official Horse Breeds Standards Book : The Complete Guide to the Standards of All North American Equine Breed Associations, Voyageur Press, 2009, 672 p. (ISBN 978-0-7603-3499-7, lire en ligne), p. 233-236
- [Johnson et Johnson 2008] (en) Daniel Johnson et Samantha Johnson, Horse Breeds, 65 Popular Horse, Pony & Draft Horse Breeds, Minneapolis, MN, Voyageur Press, 2008 (ISBN 978-0-7603-3265-8), p. 294-295
- [Bauer 2011] (en) Mary Ellen Bauer, Which Horse Of Course, Xlibris Corporation, 2011 (ISBN 978-1-4628-6623-6, lire en ligne), p. 329-330